# Lijst van personen overleden in februari 2019
Dit is een lijst van bekende personen die zijn overleden in februari 2019.

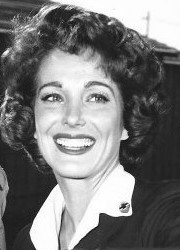
Julie Adams
3 februari

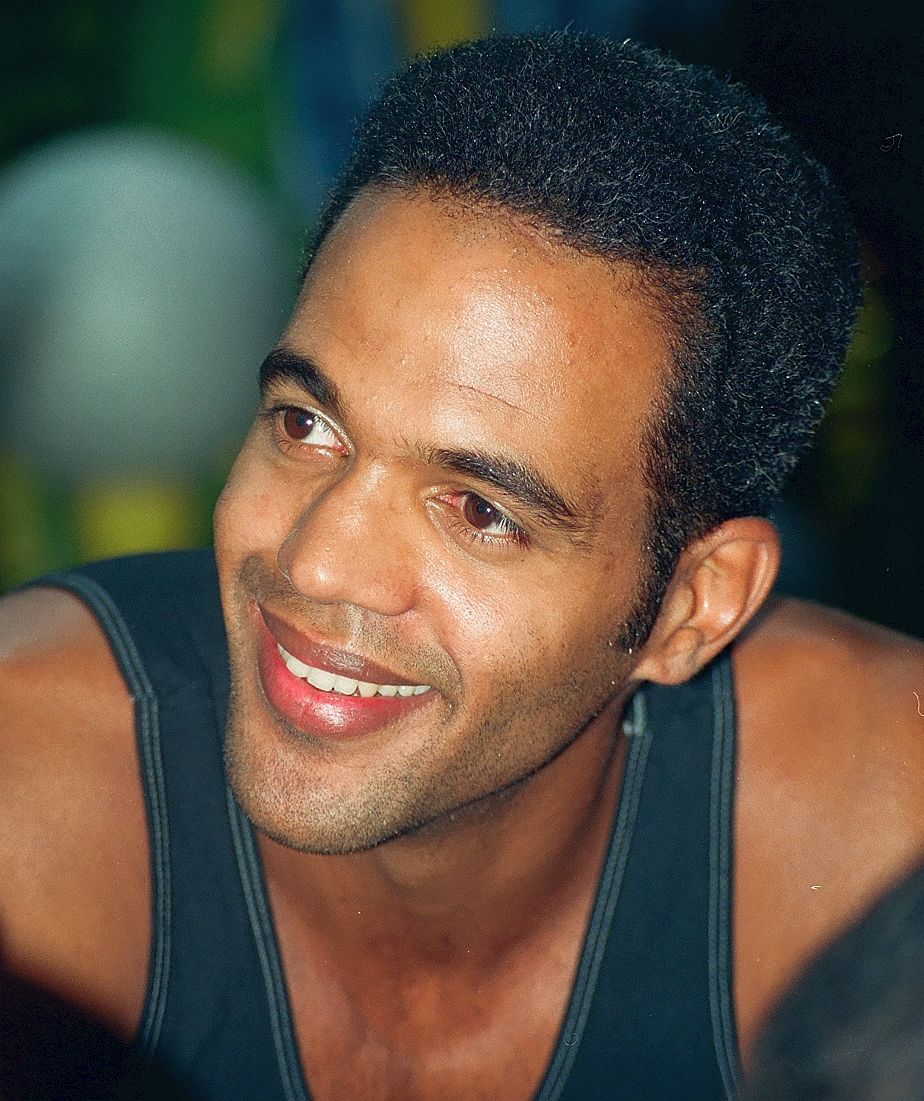
Kristoff St. John
3 februari

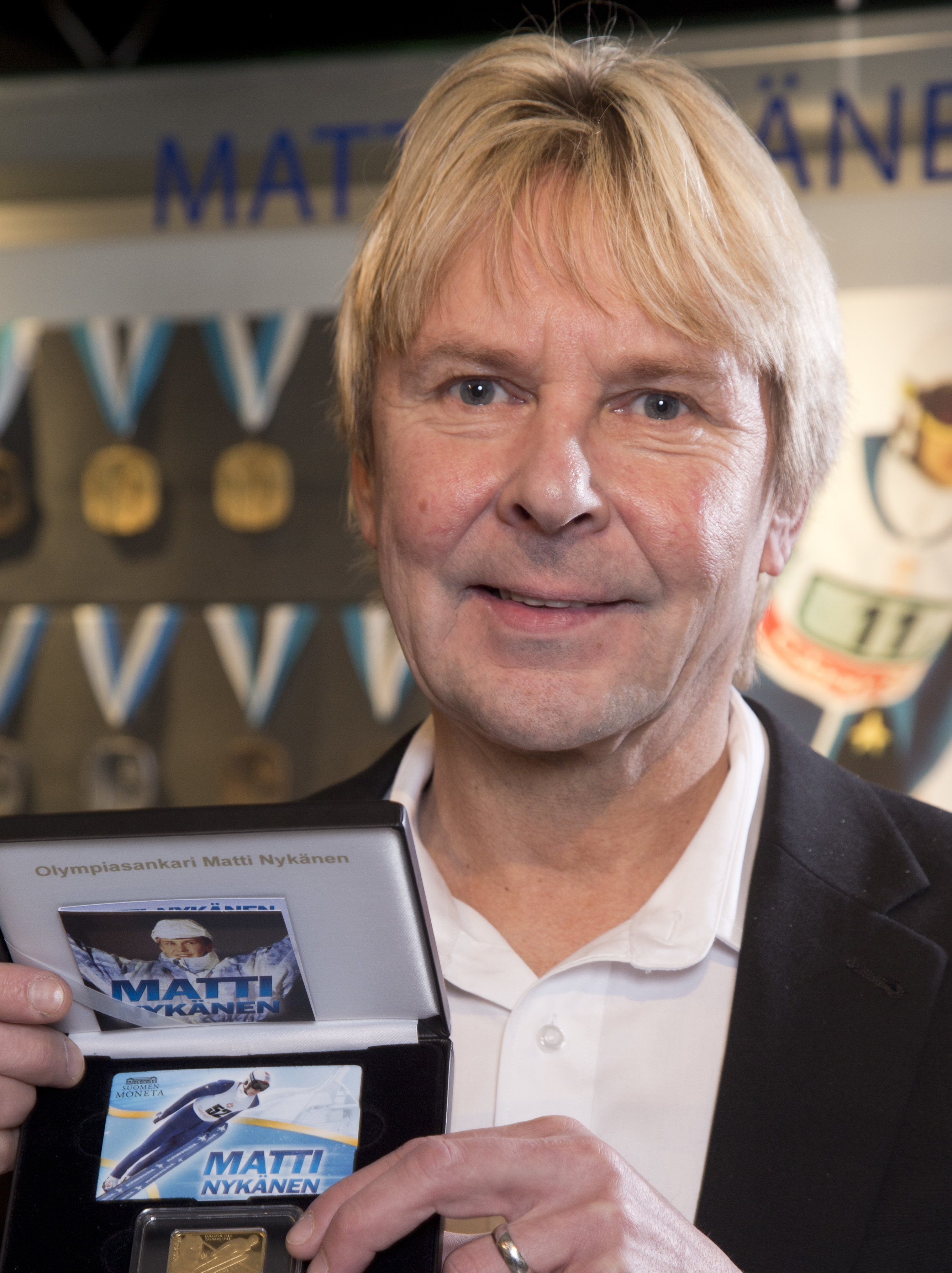
Matti Nykänen
4 februari

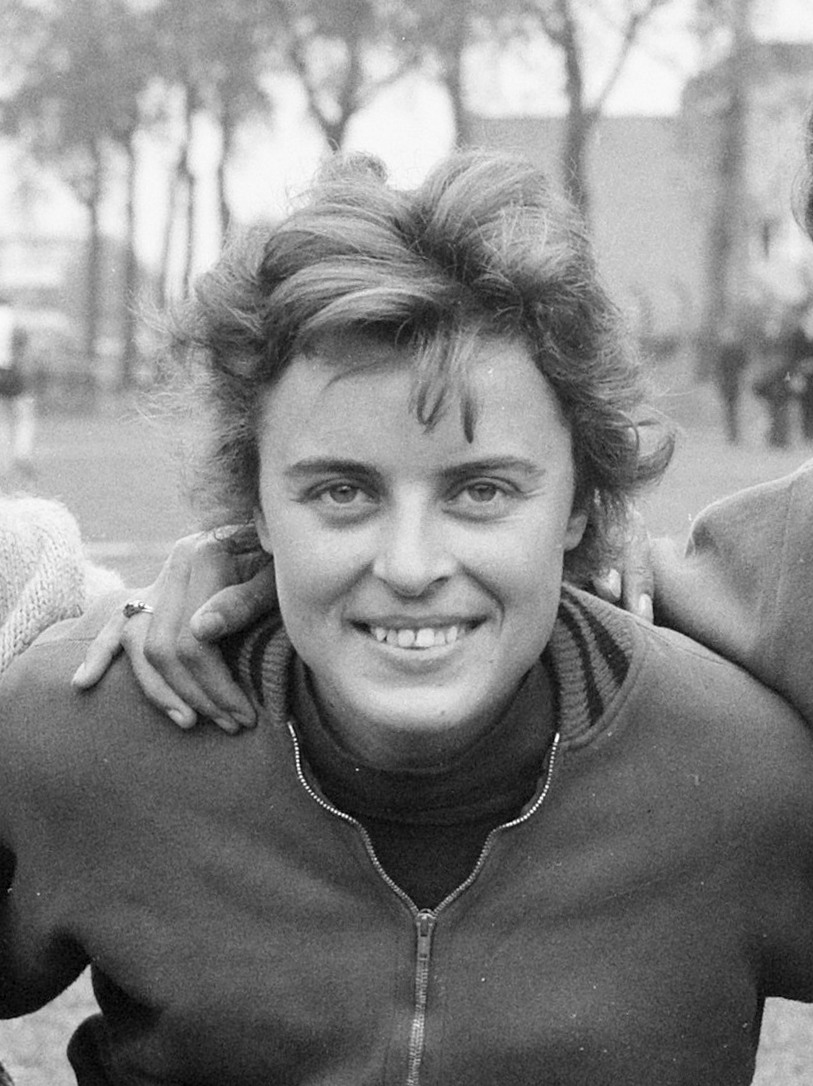
Tilly van der Zwaard
6 februari

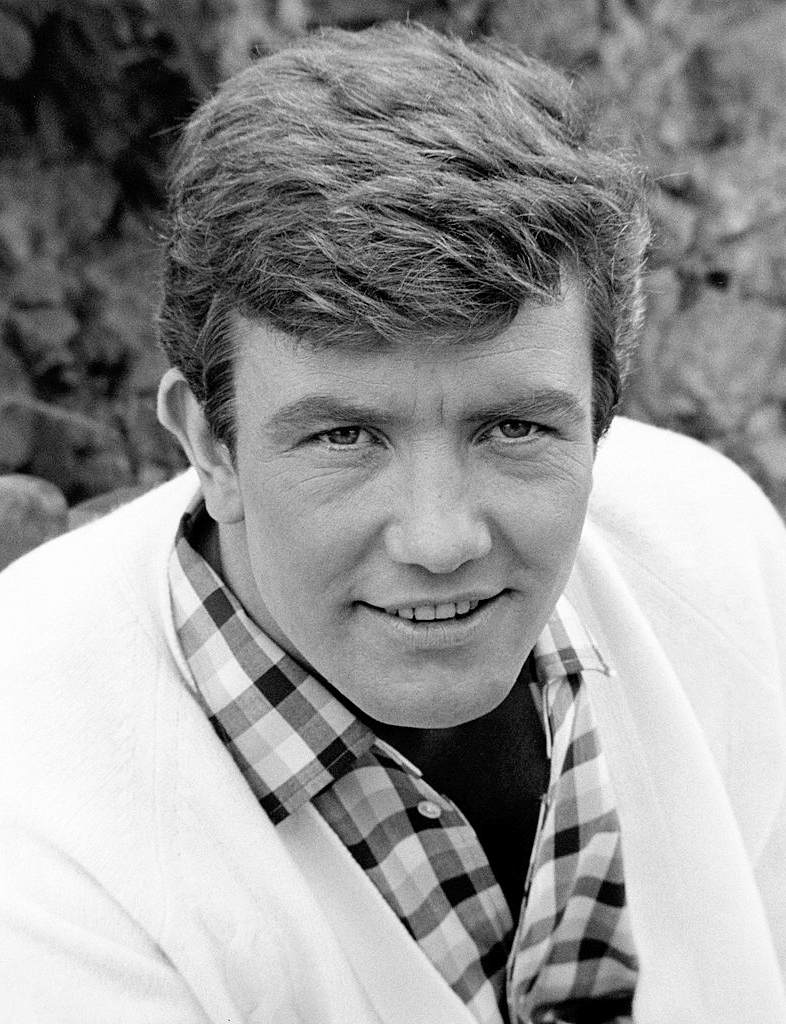
Albert Finney
7 februari

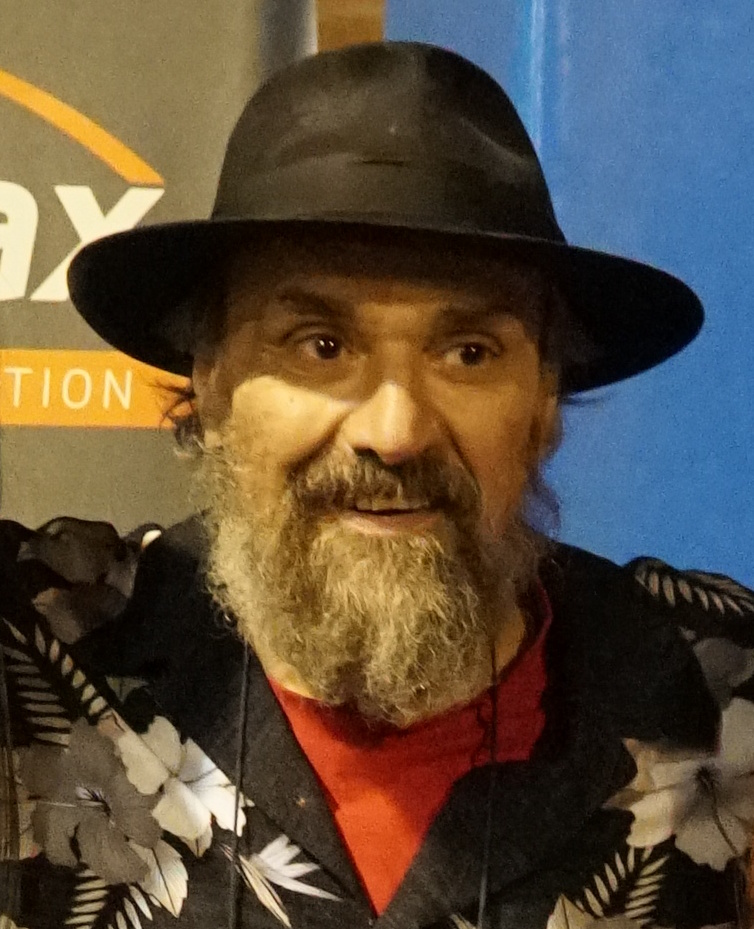
Salvatore Bellomo
9 februari

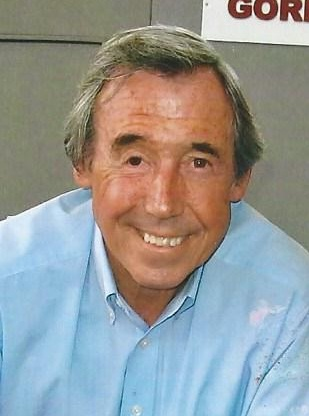
Gordon Banks
12 februari

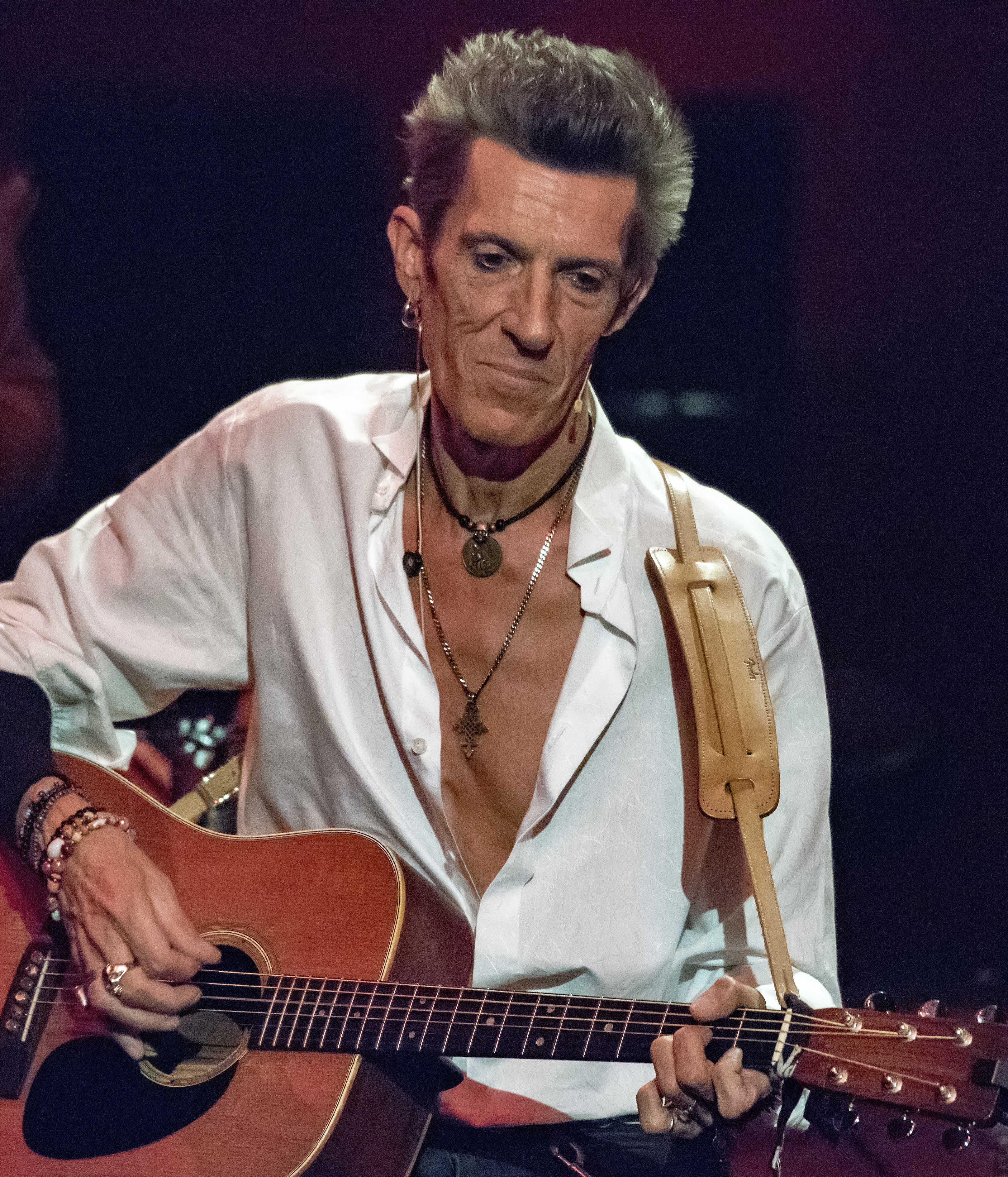
Willy Willy
13 februari

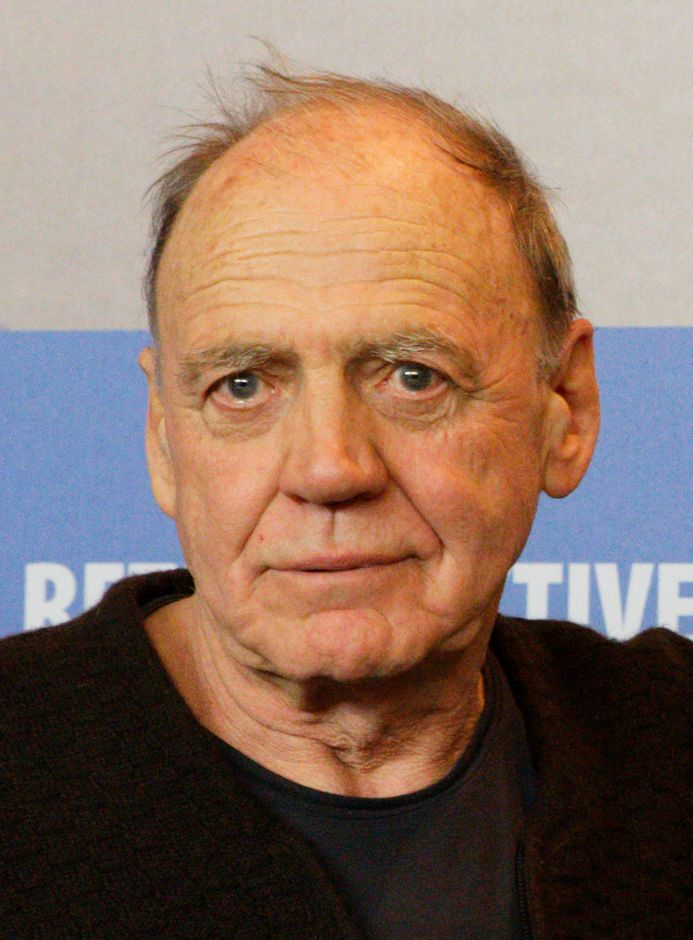
Bruno Ganz
16 februari

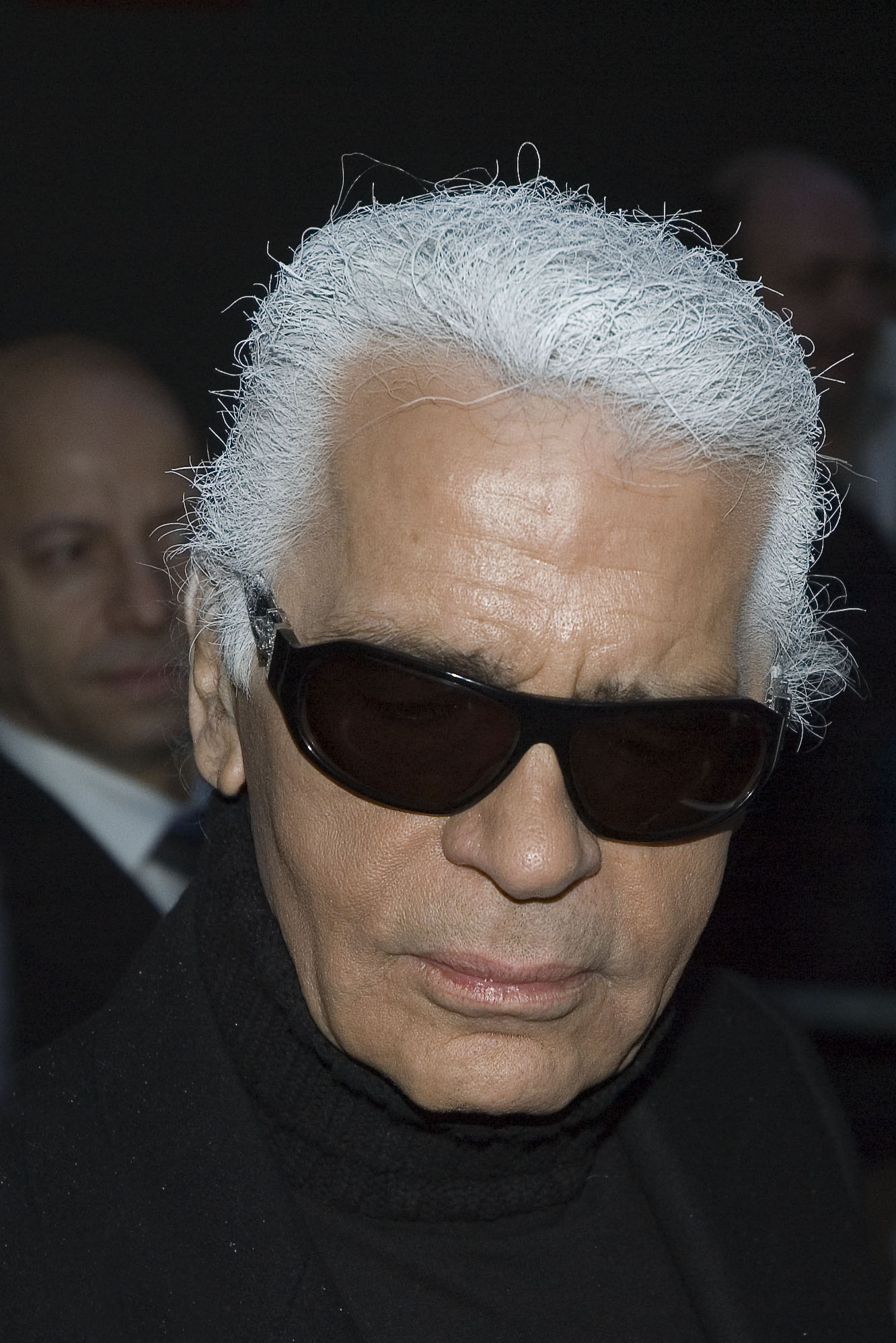
Karl Lagerfeld
19 februari

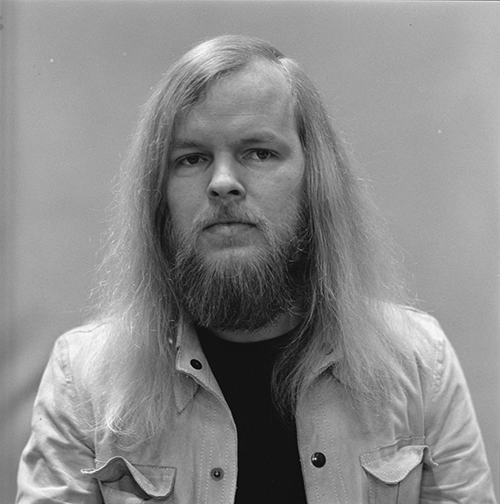
Gerard Koerts
20 februari

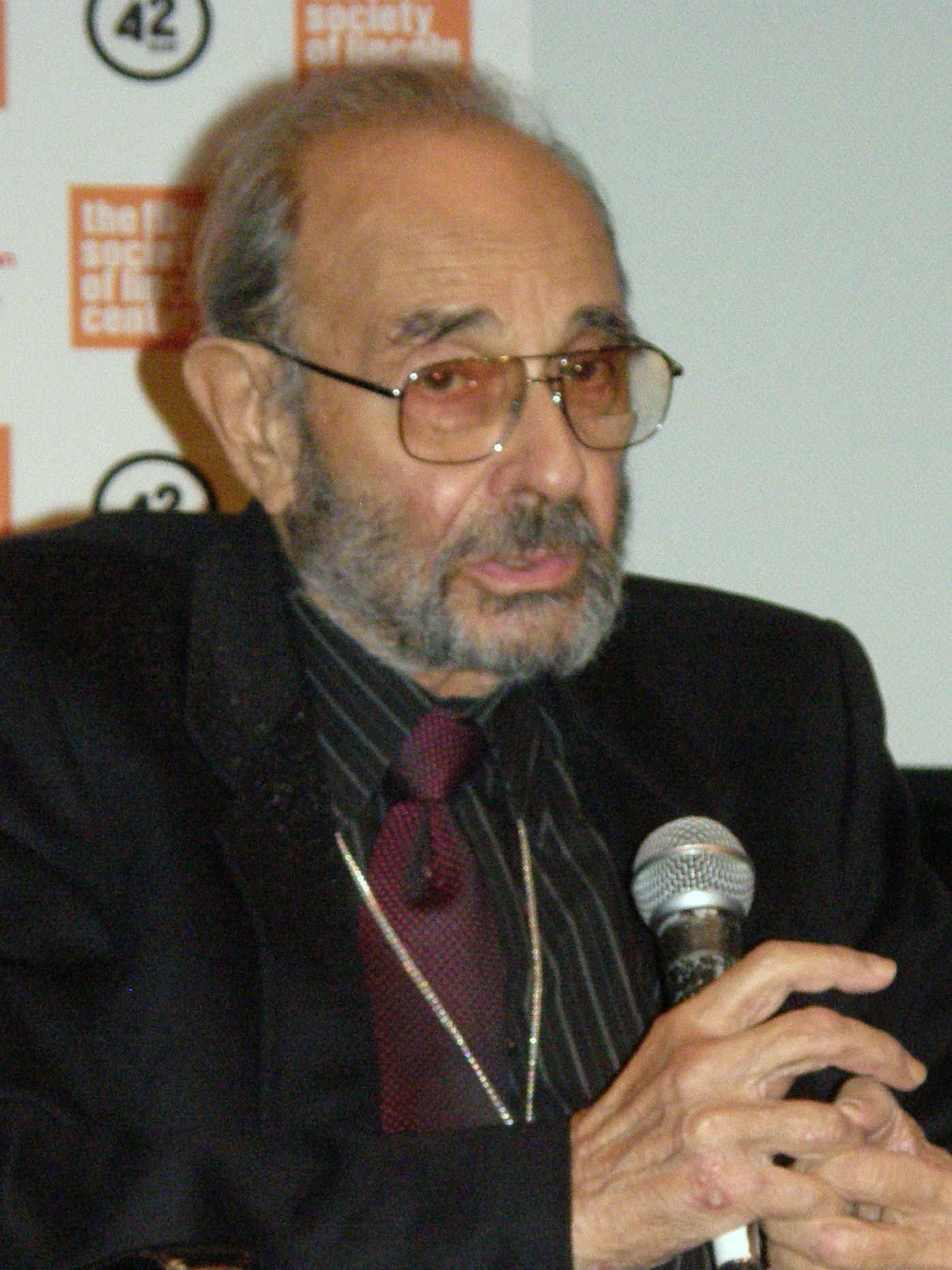
Stanley Donen
21 februari

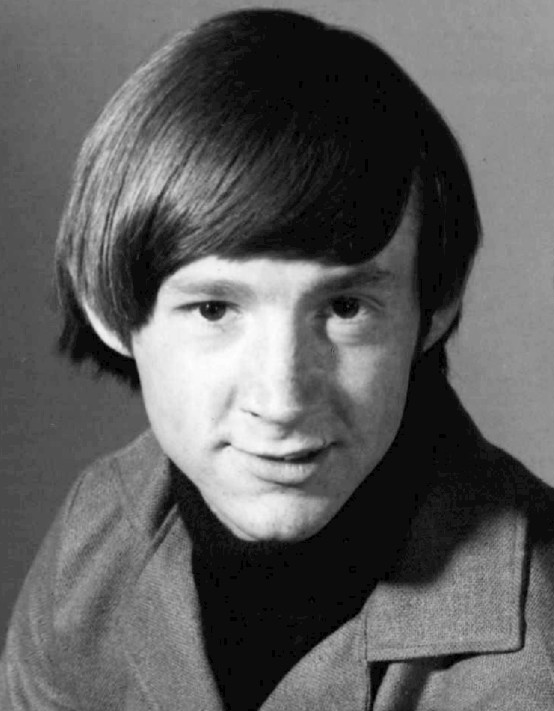
Peter Tork
21 februari

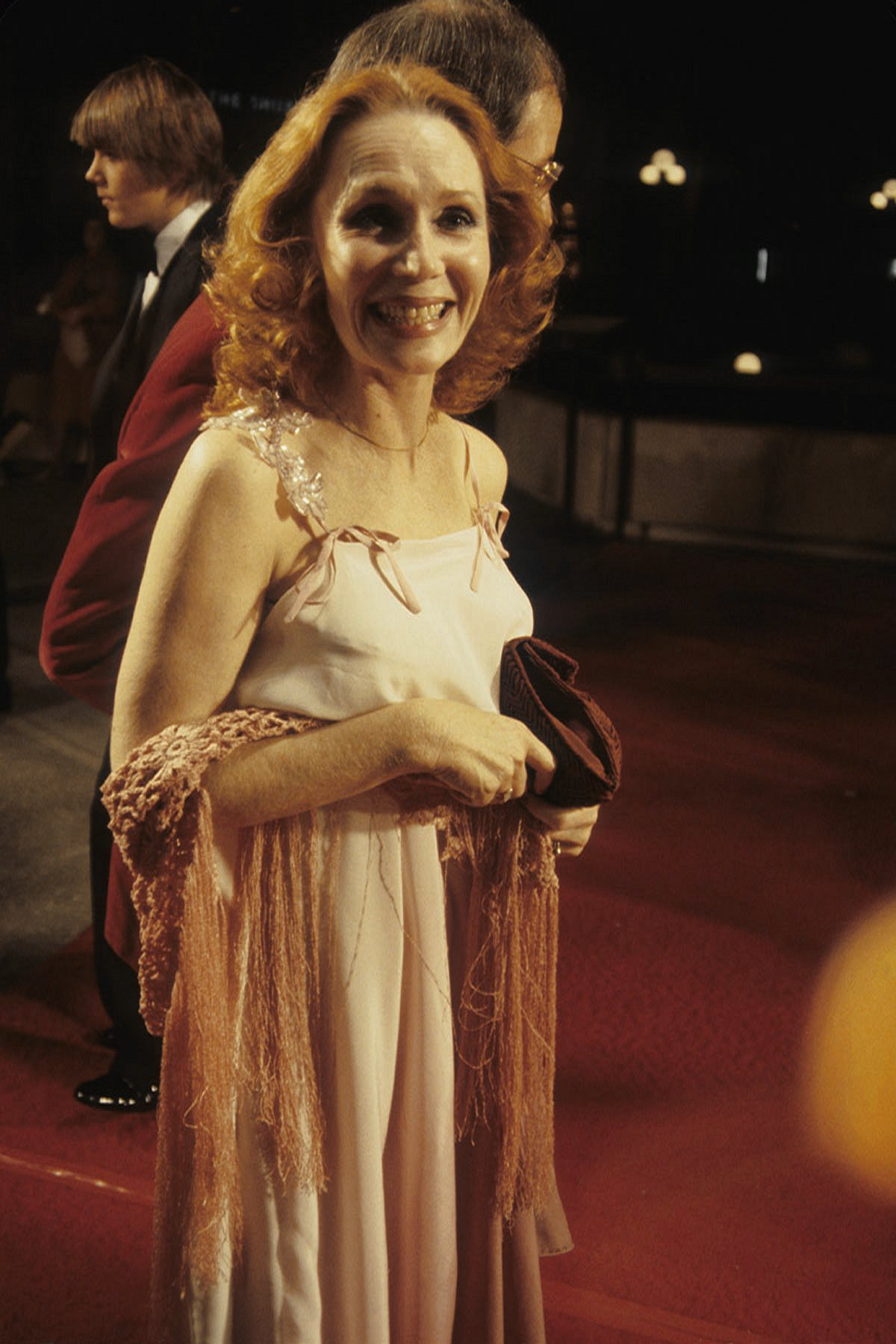
Katherine Helmond
23 februari

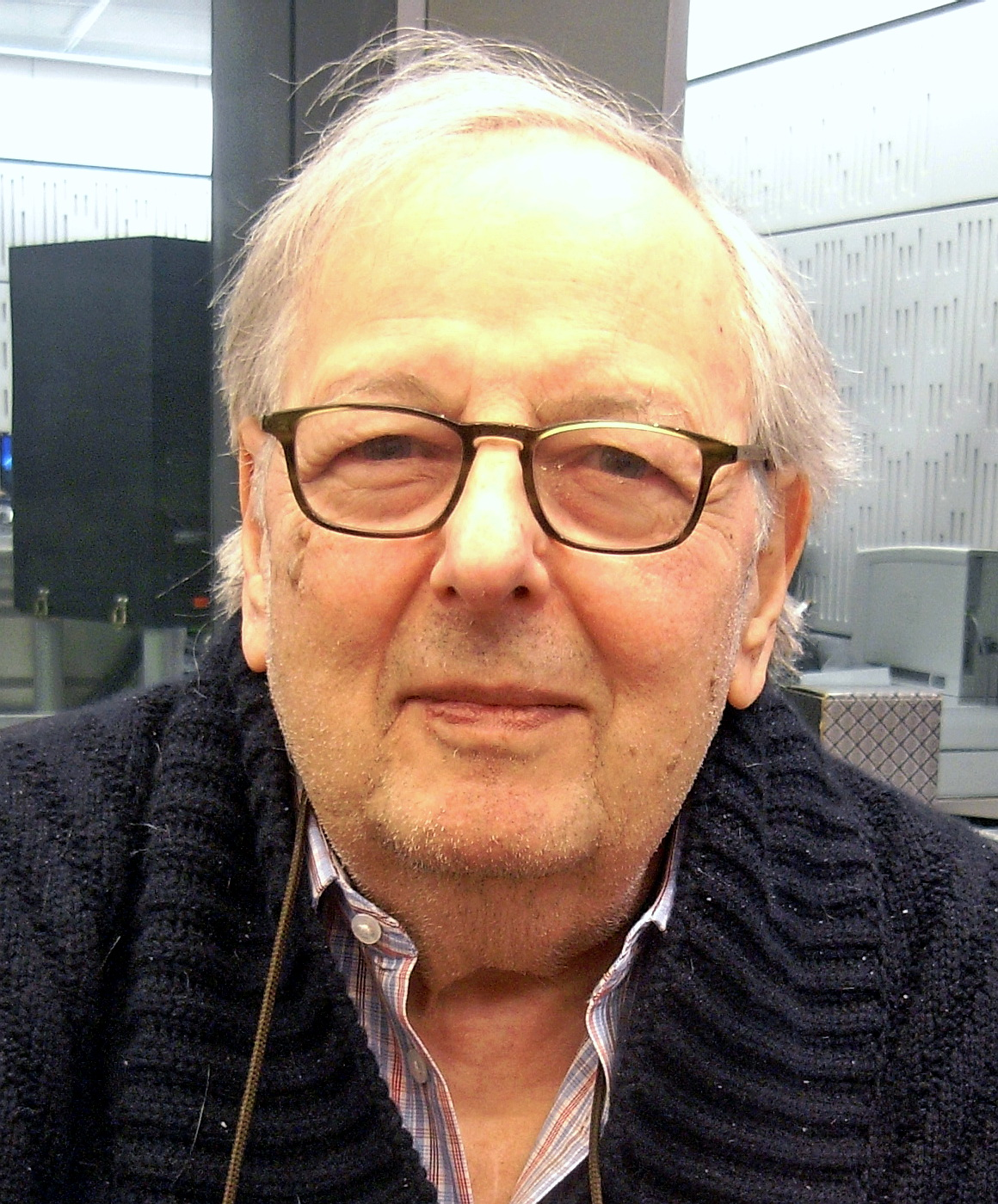
André Previn
28 februari

| 1 | 2 | 3 | 4 | 5 | 6 | 7 | 8 | 9 | 10 | 11 | 12 | 13 | 14 | 15 | 16 | 17 | 18 | 19 | 20 | 21 | 22 | 23 | 24 | 25 | 26 | 27 | 28 |
| - | - | - | - | - | - | - | - | - | -- | -- | -- | -- | -- | -- | -- | -- | -- | -- | -- | -- | -- | -- | -- | -- | -- | -- | -- |

### 1 februari
- Bobò (82), Italiaans clown[1]
- Jeremy Hardy (57), Brits komiek[2]
- Ursula Karusseit (79), Duits actrice[3]
- Lisa Seagram (82), Amerikaans actrice[4]
- Ted Stearn (57), Amerikaans stripauteur[5]
- Clive Swift (82), Brits acteur[6]
- Dolf van de Vegte (66), Nederlands omroepdirecteur[7]

### 2 februari
- Hans van Reijsen (78), Nederlands journalist en televisiecriticus[8]
- Marc Verrydt (56), Belgisch atleet[9]
- Louise Vonhoff-Luijendijk (92), Nederlands politica[10]

### 3 februari
- Julie Adams (92), Amerikaans actrice[11]
- Detsl (35), Russisch rapper[12]
- Piet Deenen (78), Nederlands wielrenner[13]
- Carmen Duncan (76), Australisch actrice[14]
- Peter Posa (78), Nieuw-Zeelands gitarist[15]
- Kristoff St. John (52), Amerikaans acteur, op 3 februari dood aangetroffen[16]

### 4 februari
- Nita Bieber (92), Amerikaans actrice en danseres[17]
- Isacio Calleja (82), Spaans voetballer[18]
- Hans Eijsvogel (91), Nederlands sportjournalist[19]
- André Harinck (83), Nederlands burgemeester[20]
- Bernard Lietaer (76), Belgisch econoom, hoogleraar en auteur[21]
- Matti Nykänen (55), Fins schansspringer[22]
- Vjatsjeslav Ovtsjinnikov (82), Russisch componist en dirigent[23]

### 5 februari
- John Halvemaan (69), Nederlands chef-kok[24]

### 6 februari
- Rudi Assauer (74), Duits voetballer en voetbalclubbestuurder[25]
- Dick Blok (94), Nederlands mediëvist[26]
- Manfred Eigen (91), Duits scheikundige[27]
- Michael Green (88), Engels theoloog[28]
- Rosamunde Pilcher (94), Brits schrijfster[29]
- Tony Souveryns (71), Belgisch basketbalcoach[30]
- Tilly van der Zwaard (81), Nederlands atlete[31][32]

### 7 februari
- Eddie Brugman (75), Belgisch acteur[33]
- Albert Finney (82), Brits acteur[34]
- Alfred Lecerf (70), Belgisch politicus[35]
- Mable Lee (97), Amerikaans tapdanseres[36]
- Rocky Lockridge (60), Amerikaans bokser[37]
- Jan Olszewski (88), Pools politicus, advocaat en publicist[38]
- Frans Uijen (92), Nederlands politicus[39]

### 8 februari
- Walter Munk (101), Oostenrijks-Amerikaans oceanograaf en geofysicus[40]
- Robert Ryman (88), Amerikaans kunstenaar[41]
- Piet Steltman (77), Nederlands bioloog en televisiepresentator[42]

### 9 februari
- Cadet (28), Brits rapper[43]
- Salvatore Bellomo (67), Belgisch-Italiaans worstelaar[44]
- Ron W. Miller (85), Amerikaans zakenman[45]
- Maximilian Reinelt (30), Duits roeier[46]
- Tomi Ungerer (87), Frans kunstenaar, schrijver en illustrator[47]
- Guy Webster (79), Amerikaans fotograaf[48]

### 10 februari
- Carmen Argenziano (75), Amerikaans acteur[49]
- Miranda Bonansea (92), Italiaans actrice[50]
- Daniel Silva dos Santos (36), Braziliaans voetballer[51]
- Christiane Timmerman (59), Belgisch antropologe en migratiedeskundige[52]
- Maura Viceconte (51), Italiaans langeafstandsloopster[53]
- Jan-Michael Vincent (74), Amerikaans acteur[54]

### 11 februari
- Winslow Briggs (90), Amerikaans botanicus[55]
- Abelardo Escobar Prieto (81), Mexicaans ingenieur en politicus[56]
- Jim Postma (70), Nederlands journalist[57]

### 12 februari
- Gordon Banks (81), Engels voetballer[58]
- Leo van Gansewinkel (80), Nederlands ondernemer[59]
- Anke de Graaf (91), Nederlands schrijfster[60]
- Pedro Morales (76), Puerto Ricaans showworstelaar[61]
- Lucjan Trela (76), Pools bokser[62]

### 13 februari
- Leonard George Casley (93), staatshoofd van de Principality of Hutt River[63]
- Vitalij Chmelnytskyj (75), Russisch-Oekraïens voetballer[64]
- Connie Jones (84), Amerikaans jazzmuzikant[65]
- Marisa Solinas (79), Italiaans actrice en zangeres[66]
- Willy Willy (59), Belgisch gitarist[67]

### 14 februari
- Charles Destrée (92), Nederlands verzetsstrijder en historicus[68]
- Friso Kramer (96), Nederlands ontwerper[69]
- Andrea Levy (62), Brits schrijfster[70]
- Chel Mertens (80), Nederlands politicus[71]
- Simon Norton (66), Brits wiskundige[72]
- Sharif Dean (71), Frans-Algerijns zanger[73]

### 15 februari
- Roberto Lavado (90), Argentijns advocaat[74]
- Lee Radziwill (85), Amerikaans beroemdheid en lid van de Kennedy-clan[75]

### 16 februari
- Don Bragg (83), Amerikaans atleet[76]
- Bruno Ganz (77), Zwitsers acteur[77]
- Loek Heestermans (81), Nederlands voetballer[78]
- Serge Merlin (86), Frans acteur[79]
- Otto Strobl (91), Oostenrijks componist, muziekpedagoog, dirigent en organist[80]
- Willie Thomas (88), Amerikaans jazztrompettist[81]

### 17 februari
- Arne Decock (18), Belgisch musicalacteur[82]
- Paul Flynn (84), Brits politicus[83]
- Claude Renard (72), Belgisch stripauteur[84]
- Šaban Šaulić (68), Servisch volkszanger[85]

### 18 februari
- Wallace Smith Broecker (87), Amerikaans aardwetenschapper[86]
- Ewoud Broeksma (61), Nederlands fotograaf[87]
- Richard Gardner (91), Amerikaans diplomaat[88]
- Bob van Huët (88), Nederlands radioprogrammamaker[89]
- Alessandro Mendini (87), Italiaans ontwerper, auteur en architect[90]
- Guido van de Mosselaar (64), Nederlands radiomaker en verslaggever[91]
- Bob Van Der Veken (90), Belgisch acteur[92]

### 19 februari
- Karl Lagerfeld (85), Duits modeontwerper, kunstenaar en fotograaf[93]

### 20 februari
- Chelo Alonso (85), Cubaans actrice en sekssymbool[94]
- Dominick Argento (91), Amerikaans componist[95]
- Fred Foster (87), Amerikaans producent en songwriter[96]
- Claude Goretta (89), Zwitsers filmregisseur[97]
- Wesley Allen Gullick (70), Amerikaans acteur[98]
- Lewis Kahn (72), Amerikaans jazzmuzikant[99]
- Dick van Keulen (94), Nederlands predikant[100]
- Gerard Koerts (71), Nederlands musicus[101]
- Francisco Mañosa (88), Filipijns architect[102]
- Gjoelli Moebarjakova (82), Russisch actrice[103]
- Vinny Vella (72), Amerikaans acteur[104]

### 21 februari
- Gus Backus (81), Amerikaans schlagerzanger[105]
- Jean-Christophe Benoît (93), Frans bariton[106]
- Benny Berg (87), Luxemburgs politicus[107]
- Stanley Donen (94), Amerikaans filmregisseur, choreograaf en danser[108]
- Peter Johnstone (57), Schots darter[109]
- Nico Molhoek (88), Nederlands burgemeester[110]
- Beverly Owen (81), Amerikaans actrice[111]
- Peter Tork (77), Amerikaans muzikant en acteur[112]
- Hilde Zadek (101), Duits sopraan[113]

### 22 februari
- Frieda Menco-Brommet (93), Nederlands Holocaustoverlevende[114]
- Morgan Woodward (93), Amerikaans acteur[115]

### 23 februari
- Ira Gitler (90), Amerikaans jazzjournalist en auteur[116]
- Katherine Helmond (89), Amerikaans actrice[117]
- Wim Peters (97), Nederlands burgemeester[118]
- Dorothy Masuka (83), Zuid-Afrikaans zangeres, songwriter en activiste[119]

### 24 februari
- Antoine Gizenga (93), Congolees politicus[120]

### 25 februari
- Mark Hollis (64), Brits componist, muzikant en zanger[121]
- Hans Kox (88), Nederlands componist[122]
- Jeraldine Saunders (96), Amerikaans schrijfster[123]
- Lisa Sheridan (44), Amerikaans actrice[124]
- Waldo Machado da Silva (84), Braziliaans voetballer[125]
- Tjeerd Velstra (79), Nederlands springruiter, vierspanmenner en bondscoach[126]

### 26 februari
- Andy Anderson (68), Brits drummer[127]
- Mag Bodard (103), Frans-Italiaans film- en televisieproducente[128]
- Jef Braeckevelt (76), Belgisch sportbestuurder[129]
- Magnus Lindberg (66), Zweeds muzikant en zanger[130]
- Charles McCarry (88), Amerikaans schrijver[131]
- Ivar Nilsson (85), Zweeds langebaanschaatser[132]

### 27 februari
- France-Albert René (83), president van de Seychellen[133]
- Doug Sandom (89), Brits drummer[134]
- Janusz Skowron (61), Pools jazzmusicus[135]

### 28 februari
- André Previn (89), Amerikaans pianist, componist en dirigent[136]

januari ·
februari ·
maart ·
april ·
mei ·
juni ·
juli ·
augustus ·
september ·
oktober ·
november ·
december
1900 ·
1901 ·
1902 ·
1903 ·
1904 ·
1905 ·
1906 ·
1907 ·
1908 ·
1909 ·
1910 ·
1911 ·
1912 ·
1913 ·
1914 ·
1915 ·
1916 ·
1917 ·
1918 ·
1919 ·
1920 ·
1921 ·
1922 ·
1923 ·
1924 ·
1925 ·
1926 ·
1927 ·
1928 ·
1929 ·
1930 ·
1931 ·
1932 ·
1933 ·
1934 ·
1935 ·
1936 ·
1937 ·
1938 ·
1939 ·
1940 ·
1941 ·
1942 ·
1943 ·
1944 ·
1945 ·
1946 ·
1947 ·
1948 ·
1949 ·
1950 ·
1951 ·
1952 ·
1953 ·
1954 ·
1955 ·
1956 ·
1957 ·
1958 ·
1959 ·
1960 ·
1961 ·
1962 ·
1963 ·
1964 ·
1965 ·
1966 ·
1967 ·
1968 ·
1969 ·
1970 ·
1971 ·
1972 ·
1973 ·
1974 ·
1975 ·
1976 ·
1977 ·
1978 ·
1979 ·
1980 ·
1981 ·
1982 ·
1983 ·
1984 ·
1985 ·
1986 ·
1987 ·
1988 ·
1989 ·
1990 ·
1991 ·
1992 ·
1993 ·
1994 ·
1995 ·
1996 ·
1997 ·
1998 ·
1999 ·
2000 ·
2001 ·
2002 ·
2003 ·
2004 ·
2005 ·
2006 ·
2007 ·
2008 ·
2009 ·
2010 ·
2011 ·
2012 ·
2013 ·
2014 ·
2015 ·
2016 ·
2017 ·
2018 ·
2019 ·
2020 ·
2021 ·
2022 ·
2023 ·
2024 ·
2025